# HVV Den Haag
HVV Den Haag (niderl. Haagsche Voetbal Vereeniging) – holenderski klub piłkarski, mający siedzibę w mieście Haga, w zachodniej części kraju, grający od sezonu 2014/15 w rozgrywkach Tweede klasse.

## Historia
Chronologia nazw:
- 1883: HVV (Haagsche Voetbal Vereeniging)
- 1978: KHVV (Koninklijke Haagsche Voetbal Vereeniging)

Klub sportowy HVV został założony w miejscowości Haga w 1883 roku. Była to sekcja piłki nożnej klubu Haagsche Cricketclub (HCC), który powstał w 1878 roku. W sezonie 1888/89 zespół startował w pierwszych mistrzostwach Nederlands landskampioenschap voetbal (D1), zajmując trzecie miejsce w tabeli. W następnym sezonie znów był trzecim, a w sezonie 1890/91 został po raz pierwszy mistrzem kraju. Do 1914 roku klub 10-krotnie zdobył mistrzostwo kraju, 6-krotnie wicemistrzostwo i 6 razy trzecie miejsce, poza podium był jedynie w sezonach 1898 (6.miejsce), 1911 (8), 1912 (5), 1913 (4). Następnie klub uzyskiwał coraz gorsze wyniki.
W sezonie 1931/32 po zajęciu 10.pozycji w grupie West I został zdegradowany do Tweede klasse. W 1955 po reorganizacji systemu lig i podziale na ligi zawodowe i amatorskie klub został zakwalifikowany do Tweede klasse (D4). W 1956 roku po wprowadzeniu zawodowej Tweede divisie (D3) poziom Tweede klasse został obniżony do piątego stopnia. W 1962 roku klub został zdegradowany do Derde klasse (D6). W 1971 po kolejnej reorganizacji liczba lig zawodowych została skrócona do dwóch, a poziom lig amatorskich awansował o jeden poziom. W 1971 klub spadł na rok do Vierde klasse (D6). W 1974 po wprowadzeniu Hoofdklasse (D3) poziom lig amatorskich wrócił na poprzedni poziom. W 1978 klub z okazji 100-lecia (przyjmując rok powstania HCC) otrzymał tytuł królewski, zmieniając nazwę na KHVV. Również w 1978 klub powrócił do Tweede klasse (D5), ale po czterech sezonach spadł w 1982 z powrotem do Derde klasse. W 1986 klub został zdegradowany do Vierde klasse, a w 1988 na dwa lata do Afdelingsbonden (D7). W 1994 zdobył promocję do Derde klasse. W 2007 klub awansował do Tweede klasse, a w 2010 do Eerste klasse, która po reorganizacji mistrzostw 2010 pozostała piątym poziomem. W 2012 klub spadł do Tweede klasse, a w 2013 do Derde klasse (D7). Po roku klub wrócił do Tweede klasse, ale w 2015 po kolejnej reorganizacji systemu lig poziom ligi został obniżony do siódmego poziomu.

## Barwy klubowe, strój
|  |  |

Klub ma barwy żółto-czarne. Zawodnicy domowe spotkania zazwyczaj grają w pasiastych pionowo żółto-czarnych koszulkach, czarnych spodenkach oraz białych getrach.
Choć sukcesy klubu miały miejsce dość dawno (ostatni tytuł mistrzowski w 1914 roku), to dzięki zdobyciu 10 mistrzostw Holandii, klub jako jeden z czterech w kraju (obok Ajaxu, Feyenoordu i PSV) uprawniony jest do noszenia gwiazdy w herbie klubu umieszczonym na koszulkach.

## Sukcesy

### Trofea międzynarodowe
Nie uczestniczył w rozgrywkach europejskich (stan na 31-05-2020).

### Trofea krajowe
| \| \| Zdobyte trofea w rozgrywkach Holandii (stan na: 31-08-2020) \| |                                                             |      |                                                                                          |
| Rozgrywki                                                            | Osiągnięcie                                                 | Razy | Sezon(y)                                                                                 |
| · Mistrzostwo                                                        | I miejsce                                                   | 10   | 1890/91, 1895/96, 1899/00, 1900/01, 1901/02, 1902/03, 1904/05, 1906/07, 1909/10, 1913/14 |
| · Mistrzostwo                                                        | II miejsce                                                  | 1    | 1896/97                                                                                  |
| · Mistrzostwo                                                        | III miejsce                                                 | 5    | 1888/89, 1889/90, 1892/93, 1893/94, 1894/95                                              |
| · Puchar                                                             | zdobywca                                                    | 1    | 1902/03                                                                                  |
| · Puchar                                                             | finalista                                                   | 3    | 1898/99, 1903/04, 1909/10                                                                |
| II liga                                                              | I miejsce                                                   | 0    |                                                                                          |
| II liga                                                              | II miejsce                                                  | 0    |                                                                                          |
| II liga                                                              | III miejsce                                                 | 0    |                                                                                          |
| Holandia                                                             | Zdobyte trofea w rozgrywkach Holandii (stan na: 31-08-2020) |      |                                                                                          |

## Poszczególne sezony

### Rozgrywki międzynarodowe

#### Europejskie puchary
Nie uczestniczył w rozgrywkach europejskich.

### Rozgrywki krajowe
| \| Holandia \| Bilans występów klubu w rozgrywkach piłkarskich Holandii (Stan na 31 sierpnia 2020 r.) \| \| |                                                                                        |        |       |   |   |   |    |    |     |           |        |        |      |
| Poziom | Rozgrywki                                                                              | Sezony | Mecze | Z | R | P | B+ | B– | Pkt | Lata      | Awanse | Spadki | Naj. |
| I | Eerste klasse, Afdeling A                                                              | 44     |       |   |   |   |    |    |     | 1888–1932 | 0      | 1      | 1    |
| II | Tweede klasse                                                                          | 21     |       |   |   |   |    |    |     | 1932–1954 | 0      | 0      | 1    |
| III | Deerde divisie                                                                         | 0      |       |   |   |   |    |    |     |           | 0      | 0      |      |
| | Puchar Holandii                                                                        | 10+    |       |   |   |   |    |    |     | od 1898   | 0      | 0      | 1    |
| Holandia | Bilans występów klubu w rozgrywkach piłkarskich Holandii (Stan na 31 sierpnia 2020 r.) |        |       |   |   |   |    |    |     |           |        |        |      |

## Struktura klubu

### Stadion
Pierwotnie piłkarze HVV rozgrywali swoje spotkania na polu Malieveld. W 1898 roku drużyna przeniosła się na stadion De Diepput. Obiekt ten może pomieścić 1200 widzów i uznawany jest za najstarszy funkcjonujący dotąd obiekt piłkarski w Holandii.

### Derby
- HV & CV Quick
- HBS Craeyenhout
- SVV Scheveningen